# Đình Quan Lạn

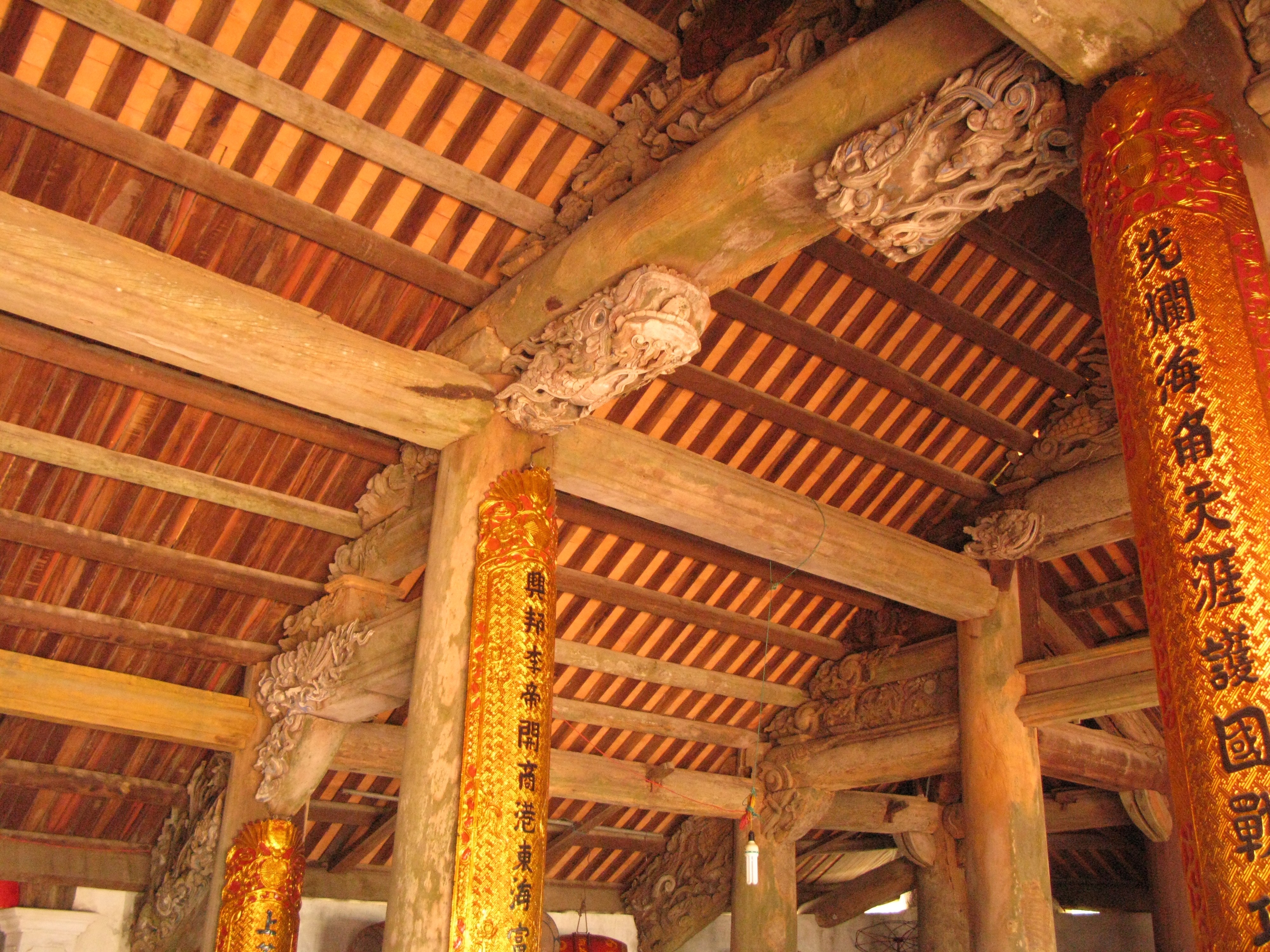
Bên trong đình.

Đình Quan Lạn là một ngôi đình làng trên đảo Quan Lạn. Đình thờ Lý Anh Tông, các vị thần, các vị có công lập làng, các vị đã hy sinh bảo vệ làng, bảo vệ đảo. Đây là ngôi đình được xây vào khoảng năm 1890-1900, có kiến trúc hình chữ công, gồm bái đường, hậu cung và ba gian ống muống. Mái đình lợp bằng ngói vẩy. Trên nóc mái có đắp trang trí hình lưỡng long chầu nguyệt (hai con rồng chầu Mặt Trăng). Trong đình còn lưu giữ 19 sắc phong của các triều đại Lý, Trần, Lê, Nguyễn, ngoài ra còn 4 sắc phong thời Nguyễn và 01 kiệu Bát Công được đưa về Bảo tàng Lịch sử Việt Nam để trưng bày.
Đình nằm sát bờ biển, nhìn ra biển thấy mấy hòn đảo có núi. Phía sau đình cũng có một số trái núi. Người Quan Lạn cho rằng đình được đặt ở vị trí "tiền tam sơn, hậu ngũ nhạc". Kế bên trái đình là chùa Quan Lạn. Kế bên trái chùa là miếu Quan Lạn thờ 3 anh em họ Phạm có công đánh quân Nguyên Mông.
Ngày 14 tháng 7 năm 1990, quần thể Đình, Chùa, Miếu, Nghè Quan Lạn được công nhận Di tích Lịch sử - Văn hoá cấp quốc gia.
Năm 2011, Nghè Quan Lạn thờ Trần Khánh Dư mới được xây dựng lại, cách Đình Quan Lạn khoảng 1 km.